# Papa Martino I
Martino I (Todi, ... – Cherson, 16 settembre 655) è stato il 74º vescovo di Roma e Papa della Chiesa cattolica dal luglio 649 alla sua morte. È venerato come santo dalla Chiesa cattolica e dalle Chiese ortodosse.

## Biografia
Già apocrisiarius papale (Nunzio apostolico) a Costantinopoli durante il pontificato di papa Teodoro I che lo aveva tenuto in grande considerazione per saggezza e virtù, avendolo come uno dei più validi collaboratori, fu consacrato papa nel luglio del 649, un paio di mesi dopo la morte del predecessore, senza aspettare il benestare imperiale. Una tale irregolarità rendeva illegale l'elezione, ma il clero e il popolo di Roma, che già da qualche tempo mostravano segni di insofferenza nei confronti dell'autorità bizantina, agirono in aperta sfida all'imperatore Costante II.
Durava da molti anni la controversia tra Santa Sede da una parte e Imperatore bizantino (spalleggiato dal patriarca di Costantinopoli) dall'altra sul problema delle volontà di Cristo (conflitto sul monotelismo). La controversia era ancora rimasta senza soluzione. Uno dei primissimi atti ufficiali di Martino fu la convocazione, tra il 5 e il 31 ottobre dopo la sua elezione, di un sinodo (il primo concilio Lateranense, il primo anche ad essere stato indetto senza l'autorizzazione dell'imperatore), per contrastare l'eresia monotelita. I 150 vescovi convenuti condannarono sia l'Ekthesis, il documento promulgato nel 638 dall'imperatore Eraclio I con il quale si approvava il monotelismo e, per mettere a tacere le tante posizioni pro o contro, si proibivano ulteriori discussioni sull'argomento, sia il Typos, un altro editto emanato dallo stesso Costante II. Quest'ultimo proibiva in tutto l'impero (e quindi anche a Roma) la discussione su questioni riguardanti l'interpretazione di definizioni controverse, pena gravissime sanzioni. Il Typos si configurava di fatto come una proibizione, rivolta soprattutto al papa, di intervenire su opinioni teologiche diverse da quelle della Chiesa di Roma. La condanna dei due documenti aveva, implicitamente, anche il valore di una condanna rivolta allo stesso imperatore.
Martino fu molto energico nella pubblicazione dei decreti del sinodo laterano in un'enciclica, ma Costante aveva già replicato inviando l'esarca Olimpio a Roma con l'ordine di far sottoscrivere il Typos dai vescovi e dalla cittadinanza intera e di arrestare il papa se si fosse opposto, ma la milizia cittadina (che ufficialmente era bizantina ma, di fatto, era ormai composta da nobili e cittadini romani) impedì l'esecuzione del piano opponendo una forte resistenza. Olimpio cambiò allora strategia e pianificò direttamente l'assassinio del papa: mentre riceveva la comunione direttamente dalle mani del pontefice durante una funzione religiosa nella Basilica di Santa Maria Maggiore, un suo scudiero avrebbe dovuto pugnalare Martino. Il Liber Pontificalis riferisce che al momento di sferrare il colpo lo scudiero fu abbagliato e momentaneamente accecato, non riuscendo a colpire il bersaglio; Olimpio si convinse che Martino era protetto dalla mano di Dio, si riappacificò con lui, svelando i suoi piani, e abbandonò l'impresa, andando a combattere i Saraceni in Sicilia dove trovò la morte.
Con gli stessi ordini di Olimpio, il 15 giugno 653 arrivò a Roma da Costantinopoli il nuovo esarca Teodoro I Calliope, con le truppe bizantine di Ravenna. La precedente reazione del popolo e della milizia gli suggerirono probabilmente di ricorrere all'inganno piuttosto che ad un'azione di forza e, venuto a conoscenza che il papa giaceva malato nel palazzo del Laterano, dichiarò di volerlo incontrare per rendergli omaggio e portargli il pegno di una rinnovata amicizia da parte dell'imperatore, ma di temere che il palazzo potesse essere difeso dalla milizia che avrebbe potuto rappresentare un pericolo per la sua persona. Con estrema ingenuità Martino gli concesse la perquisizione del Laterano, dopodiché le truppe di Teodoro circondarono il palazzo, l'esarca entrò e consegnò al clero lì riunito l'ordine imperiale di arresto e deportazione del papa, con l'accusa di aver usurpato il seggio pontificio senza la prescritta autorizzazione dell'imperatore. Chi voleva, poteva seguirlo a Costantinopoli. Martino si rese conto troppo tardi di quanto stava accadendo e di cosa lo aspettava, ma ebbe la presenza di spirito (e comunque la fulmineità dell'azione glielo avrebbe probabilmente impedito) di non chiedere l'intervento della milizia e del popolo, la cui sollevazione avrebbe potuto risolversi in un forse inutile spargimento di sangue, e seguì Teodoro. Nella notte del 19 giugno fu caricato su una nave che lo attendeva sul Tevere, accompagnato da soli sei servitori, e salpò verso Costantinopoli, dove arrivò il 17 settembre, dopo un viaggio reso ancora più straziante dalla malattia (gotta e dissenteria) e dalla proibizione di scendere a terra nei porti in cui si faceva sosta. Il 20 dicembre 653 fu sottoposto a processo, dopo tre mesi di detenzione in carcere in stato d'isolamento totale.
Martino avrebbe voluto imperniare la sua difesa su questioni teologiche, sul Monotelismo, sul Typos, ma si trovò a dover affrontare l'accusa di alto tradimento contro lo Stato per aver indotto l'esarca Olimpio a ribellarsi agli ordini dell'imperatore e per aver offerto denaro ai Saraceni perché in Sicilia lo aiutassero contro Costantinopoli. In realtà sembra che Martino avesse effettivamente offerto denaro ai Saraceni, ma per riscattare i prigionieri bizantini. Il processo durò un solo giorno; il pontefice fu condannato a morte, privato degli abiti pontificali che ancora indossava, incatenato e trascinato seminudo per le strade di Costantinopoli fino al carcere. Il patriarca Paolo II, anche lui malato e in fin di vita, intercedette per Martino presso l'imperatore, il quale mutò la condanna a morte in esilio, che rimase anche quando Martino confermò la scomunica per eresia già inflitta da papa Teodoro I al patriarca Pirro I.
Dopo aver sofferto una prigionia devastante e il dileggio pubblico fino al marzo del 655, venne infine esiliato a Chersoneso in Crimea, dove morì il 16 settembre dello stesso anno. Ciò che maggiormente gli risultò doloroso da sopportare, secondo quanto trapela dalle sue lettere, fu la solitudine in cui era stato lasciato, ma soprattutto l'abbandono della Chiesa di Roma, dove già dal 10 agosto 654 (mentre Martino era ancora in viaggio per Costantinopoli) Costante II aveva imposto la nomina del nuovo papa Eugenio I, che per paura, e forse per rassegnazione, il clero e il popolo romano non si azzardarono ad ostacolare. E infatti l'Annuario Pontificio ne riporta la contemporaneità con Martino I.
Osserva il Pepe: «In un periodo, in cui Bisanzio avrebbe potuto unirsi ai Latini per liberarli dai Longobardi, faceva sì, con gesti come questi, che crescesse tra noi l'odio contro di lei. L'odio divenne maggiore quando all'umiliazione di Martino vanificata, però, dal suo eroismo, si aggiunse una più profonda umiliazione del clero e del popolo romano costretti dalle armi bizantine a eleggere un altro papa, mentre era ancora vivo Martino I.».
Martino fu sepolto a Chersoneso nella basilica di Santa Maria ad Blachernas, divenendo oggetto di culto per i molti miracoli dovuti alla sua intercessione. In seguito la salma fu traslata a Roma e sepolta forse nella chiesa di San Martino ai Monti.
Diciassette delle sue lettere si leggono nella Patrologia Latina di Migne, LXXXVII, 119.

## Culto
Sia la Chiesa cattolica che le Chiese ortodosse celebrano la sua memoria liturgica il 13 aprile, nella forma straordinaria il 12 novembre.
Dal Martirologio Romano (ed. 2001):